# 白管
白管（しろかん）とは、耐食性を持たせるために亜鉛めっきを施したガス・水道用の鋼管である。

## 概要
日本では高度経済成長期に多用された。しかし、その耐食性は充分ではなかったことが後に判明した。1970年頃には水道管として使用した場合に赤水や白水の発生原因となることで注目されるようになった。さらに、ガス管として使用された白管が腐食し、これによってガスが漏れたことが原因と見られる事故も発生している

。
そして、2014年現在、日本において、この白管の交換を呼びかけるといったことも行われている

。
なお、日本では、新たに白管をガス管として地中に敷設することは禁止されている。